# Мурти, Нараяна
Нагавара Рамарао Нараяна Мурти (англ. Nagavara Ramarao Narayana Murthy, канн. ನಾಗವಾರ ರಾಮರಾವ್ ನಾರಾಯಣ ಮೂರ್ತಿ, род. 20 августа 1946 года) — индийский предприниматель, сооснователь мультинациональной корпорации Infosys.
В 2007 году журнал «Time» назвал его отцом индийской ИТ-отрасли, благодаря его вкладу в развитие аутсорсинга.
В 2012 году Мурти вошёл в список 12 величайших предпринимателей по версии журнала Fortune.
В 2014 году он занимал девятое место в рейтинге самых авторитетных глав компаний по версии агентства Economist Intelligence Unit.
Нараяна Мурти был удостоен многих наград, включая высшие гражданские награды Индии Падма Вибхушан и Падма Шри. Он также является командором ордена Британской империи и офицером ордена Почётного легиона.

## Биография
Нараяна Мурти родился 20 августа 1946 года в Сидлагатте (штат Карнатака).
Окончив школу, он подал заявление в Индийский институт технологии, но не смог принять участие в экзаменах. Вместо этого он поступил в Национальный инженерный институт, который и окончил в 1967 году по специальностью инженер-электронщик. В 1967 году Мурти получил степень магистра в Индийском институте технологии в Канпуре.

### Карьера
Нараяна Мурти начал свою карьеру главным системным программистом компании IIM Ahmedabad. Он работал над первой индийской компьютерной системой, позволяющей работать в режиме разделения времени (англ. time-sharing), а также разработал и внедрил интерпретатор BASIC для Electronics Corporation of India Limited.
Мурти основал компанию Softronics, а когда она через полтора года обанкротилась, поступил на работу в Patni Computer Systems в городе Пуна.
В 1981 году Нараяна Мурти и ещё шесть программистов основали компанию Infosys с начальным капиталом в 10 000 рупий, полученных от жены Мурти — Судхи.
С 1981 по 2002 год Мурти руководил Infosys как генеральный директор. За это время он придумал, разработал и внедрил глобальную систему аутсорсинга ИТ-услуг, а также основал компанию Nandan Nilekaniand, которую тоже ожидал успех.
С 2002 по 2006 год он был председателем совета директоров и главным наставником Infosys.
В августе 2011 года вышел на пенсию, оставшись Почётным председателем совета директоров.
Нараяна Мурти занял пост независимого директора в совете директоров компании HSBC и директора в советах директоров DBS Bank, Unilever, ICICI и NDTV.
Мурти вошёл в консультативные советы нескольких образовательных и благотворительных организаций, включая Корнеллский университет, бизнес-школу INSEAD, Фонд Форда, Индо-британское партнерство, Азиатский институт менеджмента, членом попечительского совета Infosys Prize и Rhodes Trust.
Нараяна Мурти также возглавил правление Фонда общественного здравоохранения Индии, состоит в азиатско-тихоокеанском консультативном совете BT Group.
В 2005 году он был сопредседателем Всемирного экономического форума в Давосе.
1 июня 2013 года Нараяна Мурти вернулся в Infosys в качестве исполнительного председателя совета директоров с зарплатой 1 рупия в год.
По данным Forbes, его состояние на этот момент оценивалось в 2 млрд долларов. К апрелю 2021 года оно составляло 3,5 млрд долларов.

### Личная жизнь
Нараяна Мурти женился на Судхе Мурти, выпускнице Инженерно-технологического колледжа Бумарадди (англ. Bhoomaraddi College of Engineering & Technology), Хубли и факультета компьютерных наук Индийского института науки (англ. Indian Institute of Science).
У пары двое детей: сын Рохан Мурти (англ. Rohan Murty) и дочь Акшата Мурти (англ. Akshata Murthy).
Рохан окончил Гарвард и поступил на работу в Infosys в качестве исполнительного ассистента отца.
Акшата получила степень MBA в бизнес-школе Стэнфордского университета, замужем за британским премьер-министром Риши Сунаком.
Отвечая на вопрос, как, несмотря на высокую рабочую нагрузку и большую ответственность, удаётся избегать стресса, находить баланс и посвящать время своей семье, Нараяна Мурти сказал: «Когда мы были маленькими, нам каждый день давали список заданий, которые нужно было выполнить, целиком или частично, в этот конкретный день. Этого принципа я придерживаюсь до сих пор — так что если, покидая офис, я чувствую, что как следует поработал над сегодняшними заданиями, я могу со спокойной совестью посвятить вечер семье. Когда я знаю, что выложился по полной и продвинулся в нужном направлении, я ощущаю радость и внутреннюю гармонию».

## Награды и премии
| Год  | Награда | Наградившая организация                           | Ист.                 |
| ---- | --- | ------------------------------------------------- | -------------------- |
| 2000 | Падма Шри | Правительство Индии                               | [ 8 ]                |
| 2003 | Предприниматель года по версии Ernst & Young                                                                      | Ernst & Young World Enterpreneur Of The Year Jury | [ 34 ]               |
| 2007 | IEEE Ernst Weber Engineering Leadership Recognition                                                               | Институт инженеров электротехники и электроники   | [ 35 ]               |
| 2007 | Командор ордена Британской империи                                                                                | Правительство Великобритании                      | [ 36 ]               |
| 2008 | Офицер ордена Почётного легиона                                                                                   | Правительство Франции                             | [ 37 ]               |
| 2008 | Падма Вибхушан | Правительство Индии                               | [ 38 ]               |
| 2009 | Награда имени Вудро Вильсона                                                                                      | Woodrow Wilson International Center for Scholars  | [ 39 ]               |
| 2010 | Почётный член Института инженеров электротехники и электроники                                                    | Институт инженеров электротехники и электроники.  | [ 40 ]               |
| 2011 | Гражданин года по версии NDTV                                                                                     | NDTV                                              | [ 41 ]               |
| 2012 | Медаль Гувера | Американское общество инженеров-механиков         | [ 42 ]               |
| 2013 | Филантроп года | The Asian Awards                                  | [ 43 ]               |
| 2013 | Sayaji Ratna Award                                                                                                | Baroda Management Association                     | [ 44 ]               |
| 2013 | 25 Величайших глобальных индийских живущих легендарных личностей (англ. 25 Greatest Global Indian Living Legends) | NDTV                                              | [ 45 ] [ 46 ] [ 47 ] |
| 2014 | CIF Chanchlani Global Indian Award                                                                                | Canada India Foundation                           |                      |
| 2018 | Медаль основателей IEEE                                                                                           | Институт инженеров электротехники и электроники   |                      |